# Gina Hathorn
Georgina Melissa „Gina“ Hathorn (* 6. Juli 1946 in Andover, Hampshire, England) ist eine ehemalige britische Skirennfahrerin sowie Weltmeisterschafts- und Olympiateilnehmerin, die ein Mal auf das Weltcup-Podest kam.

## Karriere

### Olympische Spiele
Bei den Olympischen Spielen 1964 kam sie in der Abfahrt mit 6,81 Sekunden Rückstand auf Christl Haas auf Platz 16 und war damit die beste Britin. Divina Galica war auf Platz 30, Tania Heald auf Platz 35 und Anna Asheshov auf Rang 38. Im Riesenslalom belegte Hathorn Platz 27, Galica war auf Platz 23, Jane Gissing auf Platz 24 und Wendy Farrington wurde disqualifiziert. Im Salom wurde Hathorn wie ihre Landsfrau Divina Galica disqualifiziert.
1968 war sie Fahnenträgerin der britischen Mannschaft. Sie kam in der Abfahrt mit 3,49 Sekunden Rückstand auf Olga Pall auf den 15. Platz. Ihre Landsfrau Felicity Field kam auf den sechsten Platz, Helen Jamieson auf Rang 26 und Divina Galica auf Rang 32. Das beste Olympia-Ergebnis ihrer Karriere gelang Hathorn im Slalom 1968 mit dem vierten Platz, wo sie 2,06 Sekunden Rückstand auf Marielle Goitschel hatte. Annie Famose, die Bronzemedaillengewinnerin, lag drei Hundertstelsekunden vor Hathorn. Felicity Field belegte Rang 14, Diana Tomkinson Rang 23 und Divina Galica schied im ersten Durchgang aus. Im Riesenslalom kam Hathorn mit 8,58 Sekunden Rückstand auf Nancy Greene auf Rang 26. Die beste Britin war Divina Galica auf Rang acht, Felicity Field kam auf Rang 24 und Helen Jamieson auf Rang 30.
1972 nahm sie zum dritten und zum letzten Mal an Olympischen Spielen teil und belegte in der Abfahrt mit 4,74 Sekunden Rückstand auf Marie-Theres Nadig Rang 25. Einen Platz davor lagen ex aequo auf Rang 23 ihre Landsfrau Valentina Iliffe und die Französin Florence Steurer, die sechs Hundertstelsekunden schneller waren als Hathorn. Einen Platz hinter Hathorn lag Divina Galica, die 16 Hundertstelsekunden langsamer war. Die vierte Britin, Carol Blackwood lag auf Platz 38. Im Riesenslalom belegte Hathorn mit 3,67 Sekunden Rückstand auf Marie-Therese Nadig Rang 14. Galica als beste Britin lag auf Rang sieben, Iliffe lag auf Rang 26 und Blackwood auf Rang 35. Im Slalom belegte sie den elften Rang und hatte dabei 4,94 Sekunden Rückstand auf Barbara Ann Cochran und war damit die beste Britin. Galica kam auf Rang 15, Carol Blackwood und Valentina Iliffe schieden im ersten Durchgang aus.

### Alpine Skiweltmeisterschaften
1964, 1968 und 1972 wurden die Olympischen Spiele gleichzeitig als Weltmeisterschaften ausgetragen. Zudem nahm Hathorn an den Weltmeisterschaften 1970 teil. Dort kam sie im Slalom auf Rang zehn und hatte 5,82 Sekunden Rückstand auf Ingrid Lafforgue. Im Riesenslalom belegte sie Rang sieben.

### Alpiner Skiweltcup
Die beste Wertung im Gesamtklassement belegte sie im allerersten Weltcup 1967, wo sie mit 23 Punkten auf Rang 14 kam. Alle ihre Punkte errang sie durch Erfolge im Slalom, im Slalom kam sie daher auf Rang acht. In diese Saison fällt auch ihr bestes Weltcup-Resultat – der zweite Platz im Slalom von Grindelwald am 10. Januar 1967 mit 32 Hundertstelsekunden Rückstand auf Annie Famose. Die Dritte, Isabelle Mir, war 1,45 Sekunden langsamer als Hathorn. Ein Monat später kam sie auf Rang acht im Slalom von Monte Bondone mit 2,94 Sekunden Rückstand auf Burgl Färbinger.
In der Saison 1968 kam sie fünf Mal unter die besten zehn, davon zwei Mal im Riesenslalom. Ihr bestes Ergebnis dieser Saison war der vierte Platz im Slalom von Grenoble am 13. Februar 1968 mit 2,06 Sekunden Rückstand auf Marielle Goitschel. Annie Famose war drei Hundertstelsekunden schneller als Hathorn und belegte damit Rang drei.
1968/69 errang sie am 9. Februar 1969 in Sterzing ihr Karriere-Weltcup-Ergebnis im Riesenslalom: dies war der fünfte Platz mit 1,13 Sekunden Rückstand auf Michelle Jacot. Mit Rang 13 war dies ihre beste Riesenslalom-Saison.
In den nächsten Saisonen kam sie mehrmals unter die besten zehn, davon ein Mal auf den sechsten Platz. Ihr letztes Ergebnis gelang Hathorn in der Saison 1971/72 mit dem neunten Platz im Slalom vom 3. März 1972 in Heavenly Mountain Resort, wo sie 5,84 Sekunden Rückstand auf Florence Steurer hatte.

## Erfolge

### Olympische Spiele
- Innsbruck 1964: 16. in der Abfahrt, 27. im Riesenslalom, DSQ im Slalom
- Grenoble 1968: 15. in der Abfahrt, 26. im Riesenslalom, 4. im Slalom
- Sapporo 1972: 25. in der Abfahrt, 14. im Riesenslalom, 11. im Slalom

### Weltmeisterschaften
- Innsbruck 1964: 16. in der Abfahrt, 27. im Riesenslalom, DSQ im Slalom
- Grenoble 1968: 15. in der Abfahrt, 26. im Riesenslalom, 4. im Slalom
- Gröden 1970: 10. im Slalom, 7. in der Kombination
- Sapporo 1972: 25. in der Abfahrt, 14. im Riesenslalom, 11. im Slalom

### Weltcupwertungen
- 22 Platzierungen unter den besten zehn, davon ein Podestplatz

| Saison  | Gesamt | Gesamt | Riesenslalom | Riesenslalom | Slalom | Slalom |
| Saison  | Platz  | Punkte | Platz        | Punkte       | Platz  | Punkte |
| ------- | ------ | ------ | ------------ | ------------ | ------ | ------ |
| 1967    | 14.    | 23     |              |              | 8.     | 23     |
| 1968    | 17.    | 25     | 13.          | 7            | 12.    | 18     |
| 1968/69 | 20.    | 23     | 18.          | 8            | 13.    | 15     |
| 1969/70 | 27.    | 10     |              |              | 21.    | 10     |
| 1970/71 | 28.    | 7      |              |              | 20.    | 7      |
| 1971/72 | 36.    | 6      |              |              | 18.    | 6      |